# Музей Рамі Гаріпова
Музей Рамі Гаріпова (башк. Рәми Ғарипов музейы) — музей Народного поета Башкортостану Рамі Гаріпова. Розташований у с. Аркаулово Салаватського району Республіки Башкортостан.

## Історія і експонати
У 1988 році Рамі Гаріпову посмертно присудили Державну премію імені Салавата Юлаєва, а в 1989 році на місці рідної хати поета відкривається музей. Серед експонатів особисті речі поета, стінгазети, портрети.
Бюст встановлено на подвір'ї біля будинку.

## Галерея

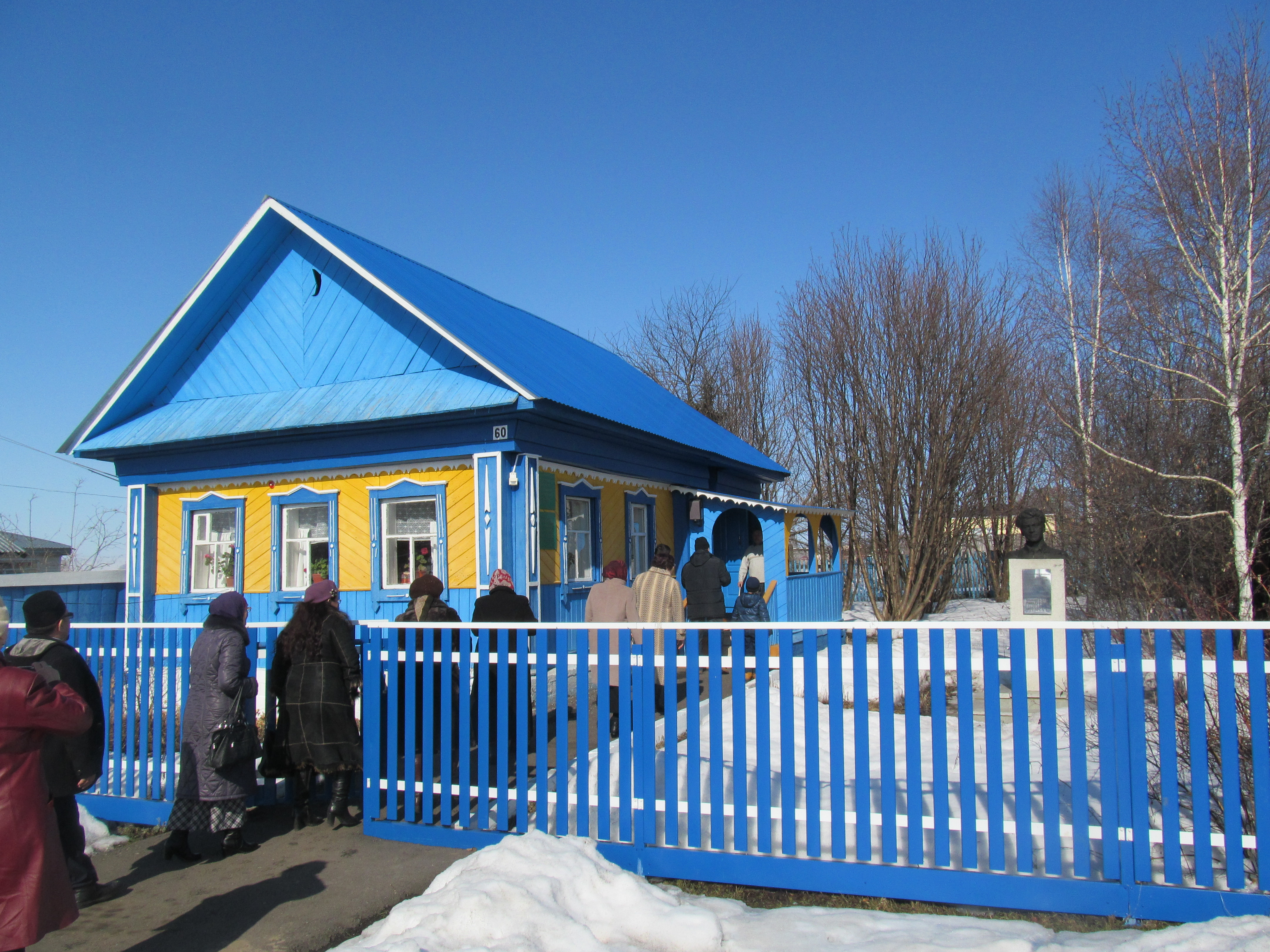
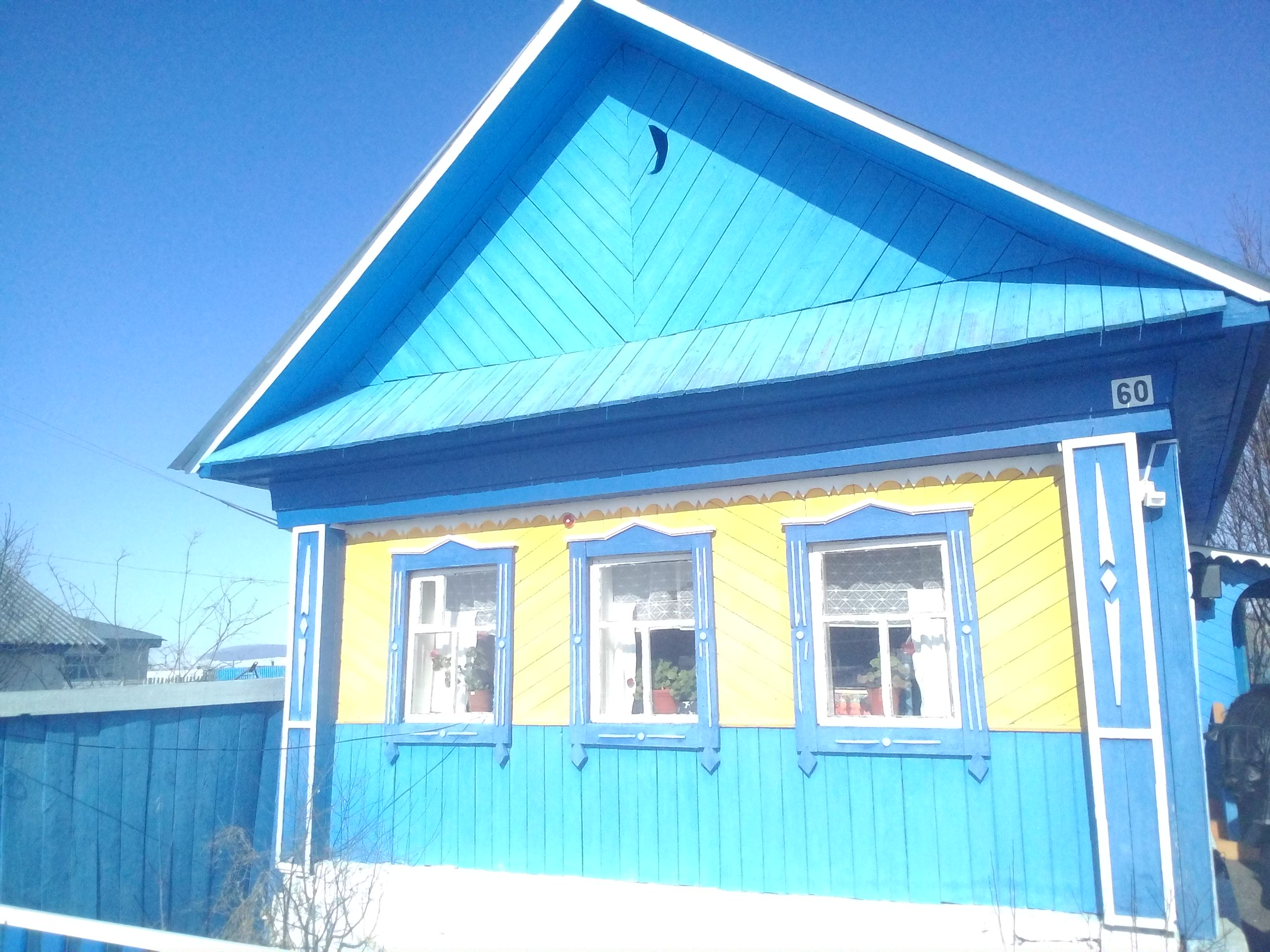
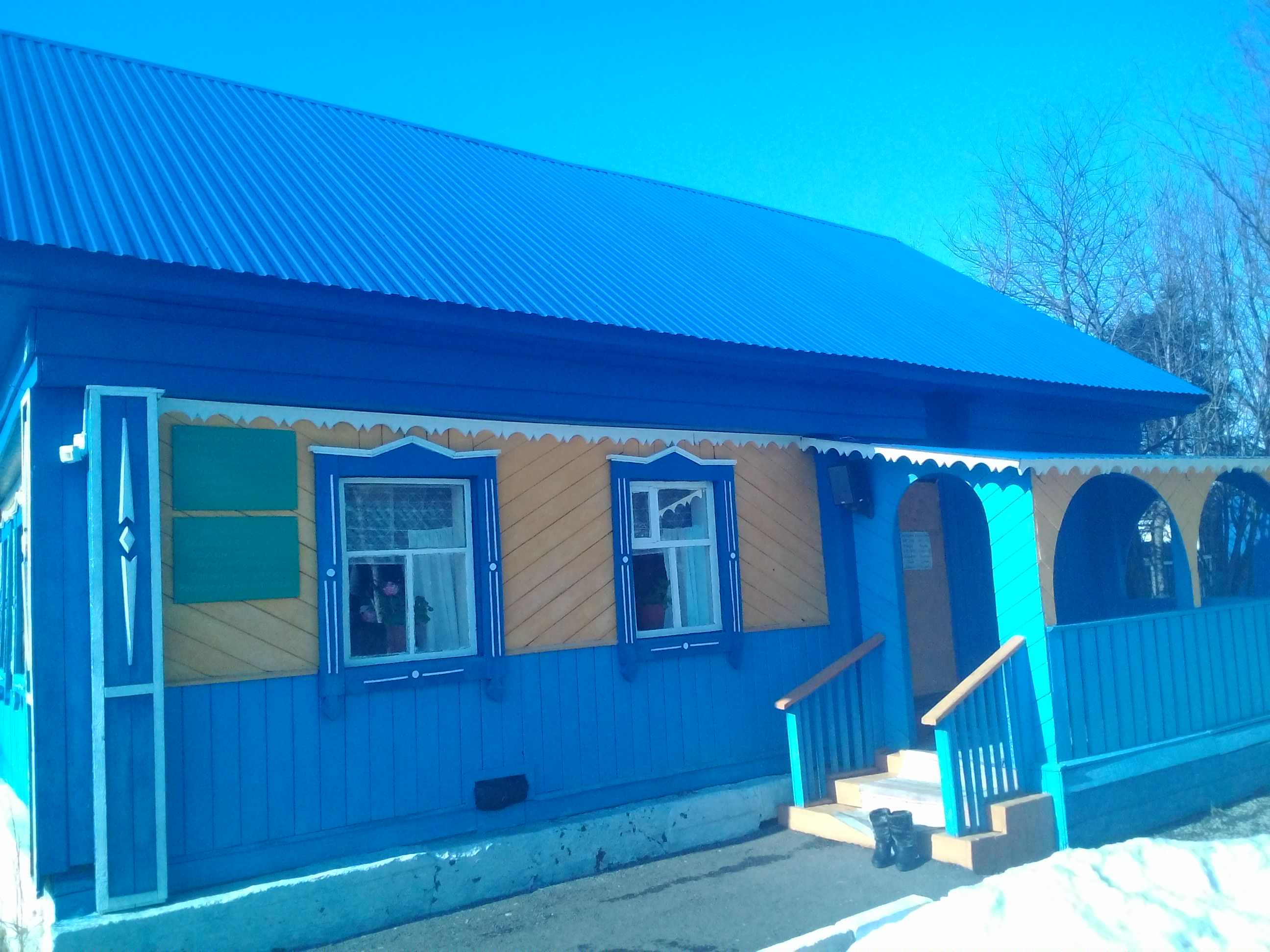
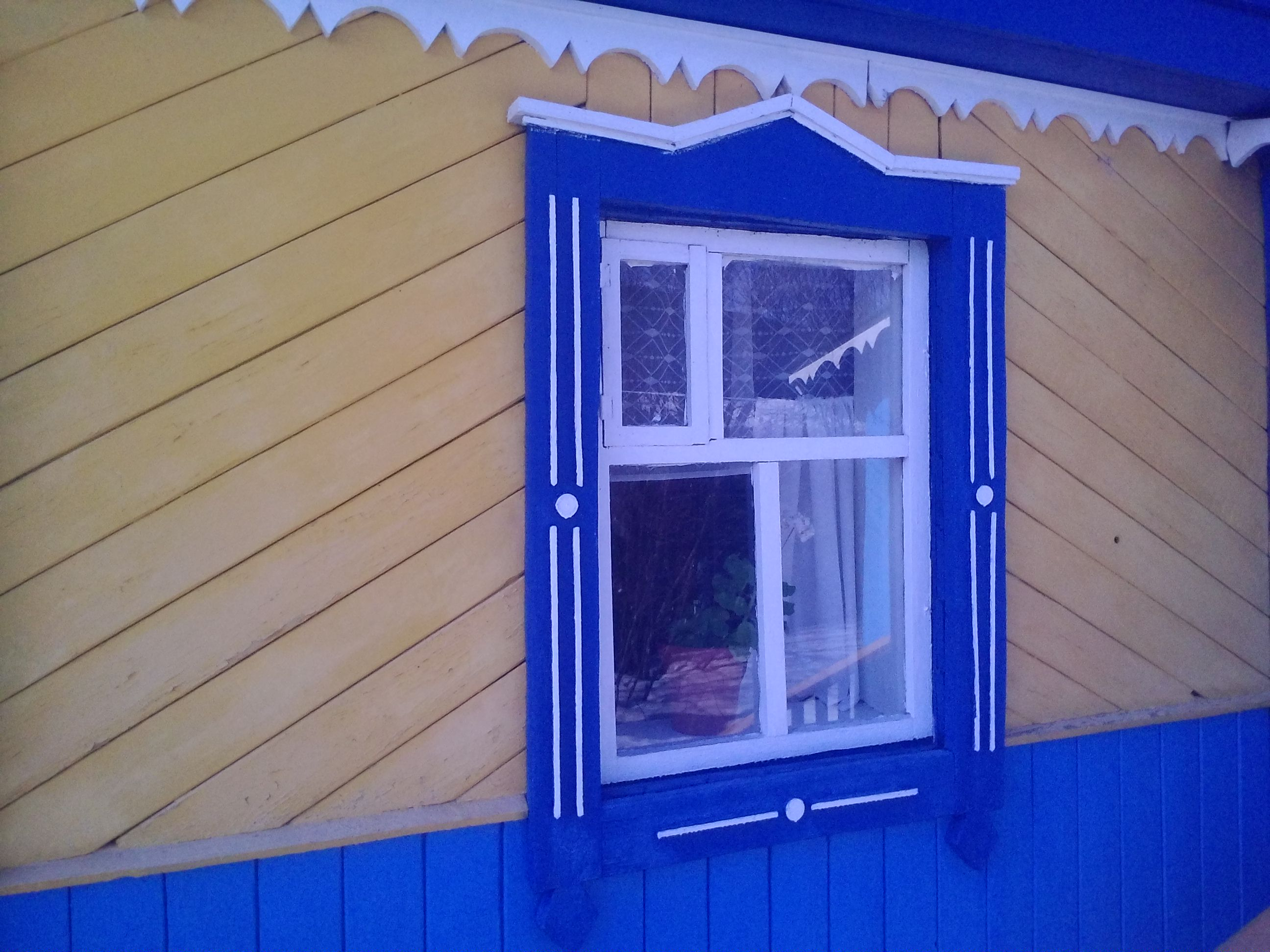
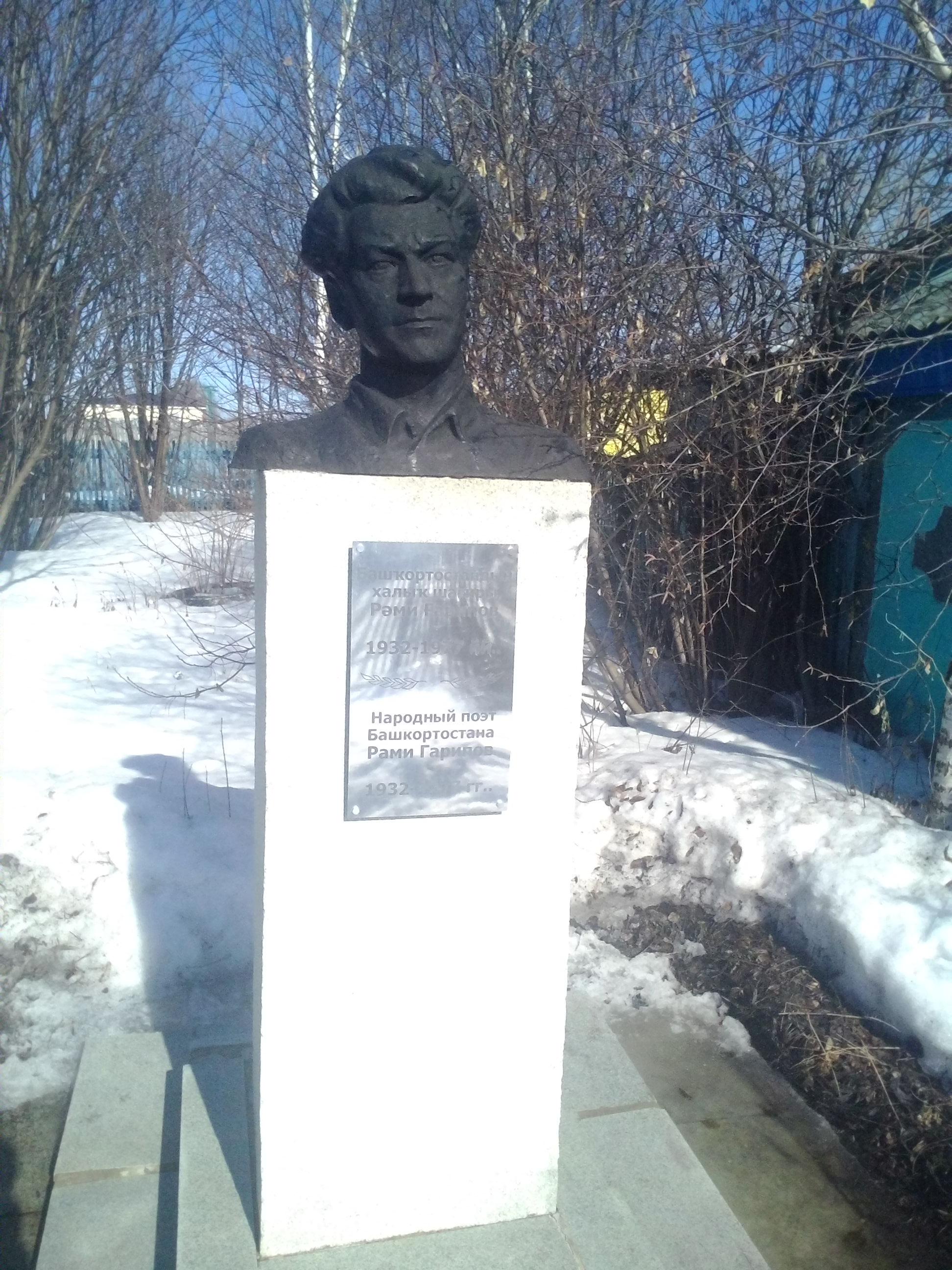
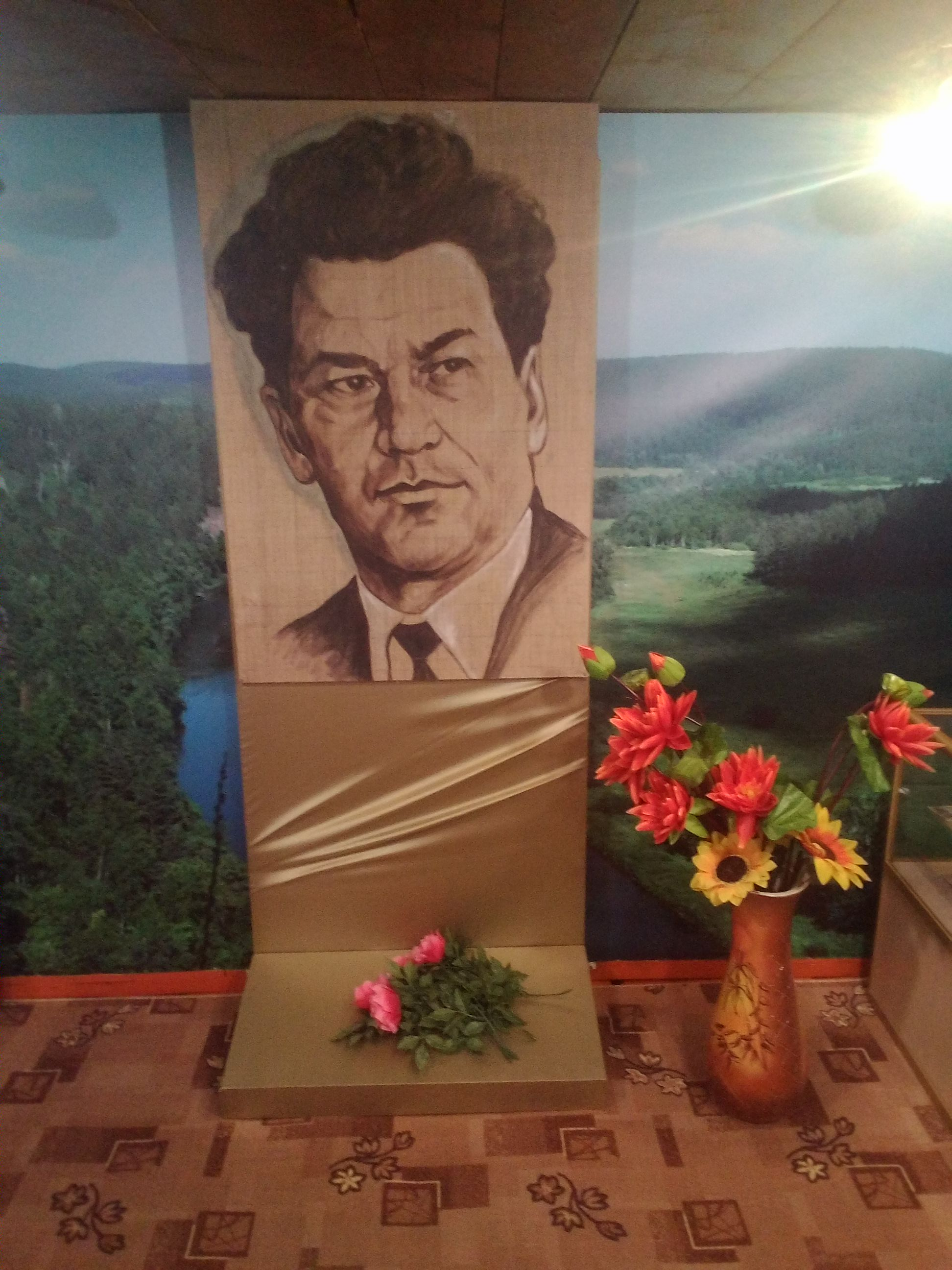
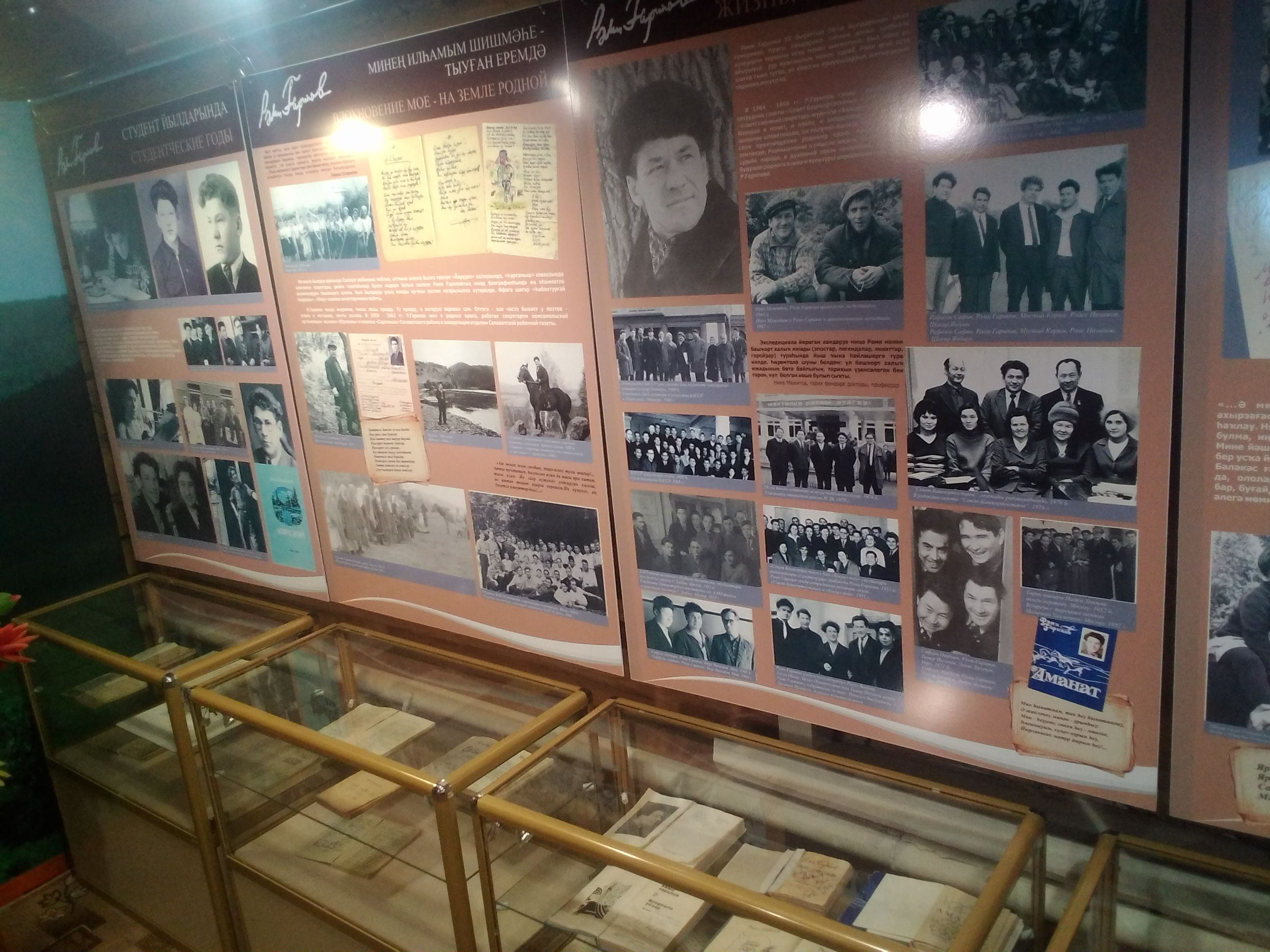
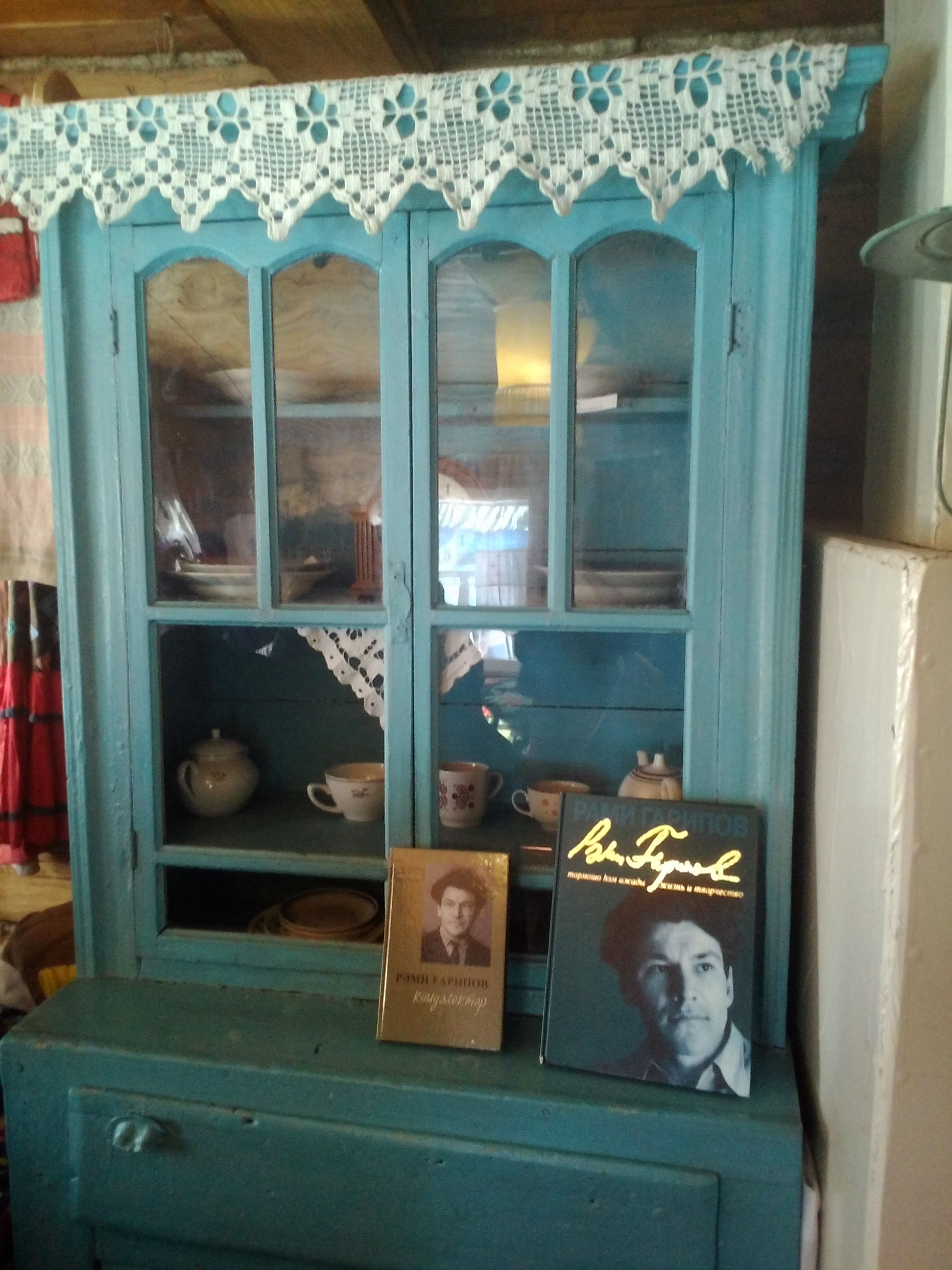
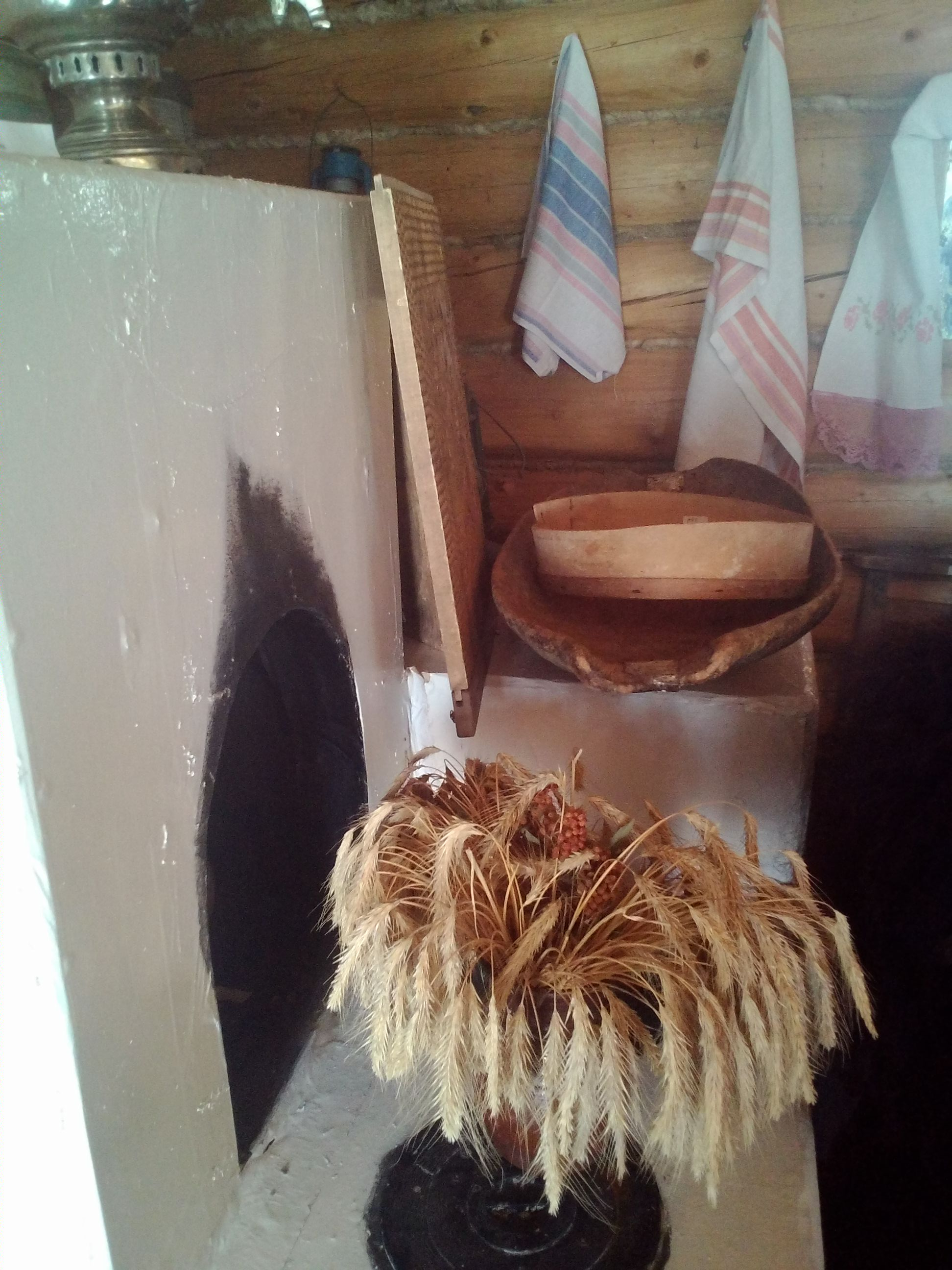
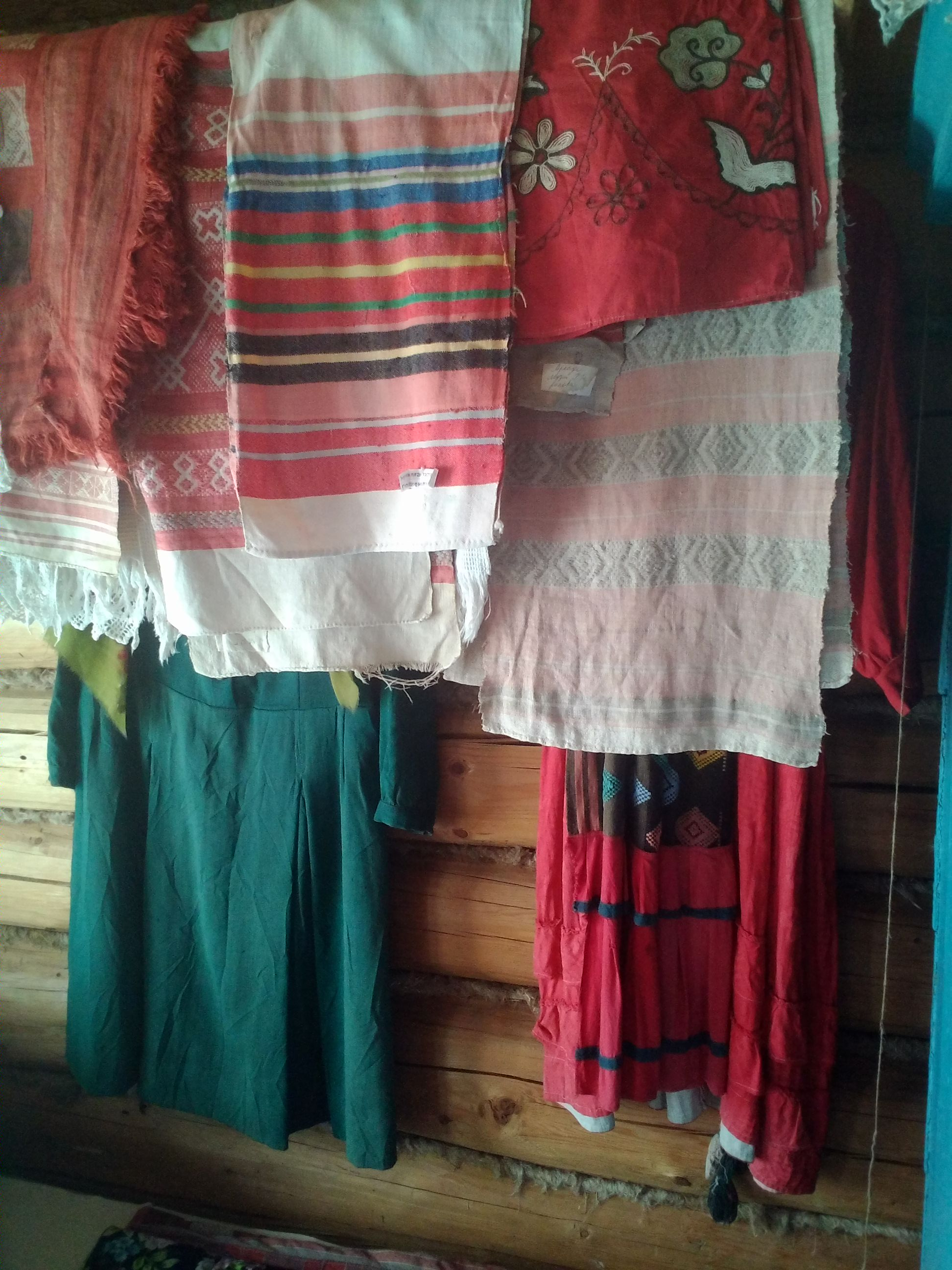
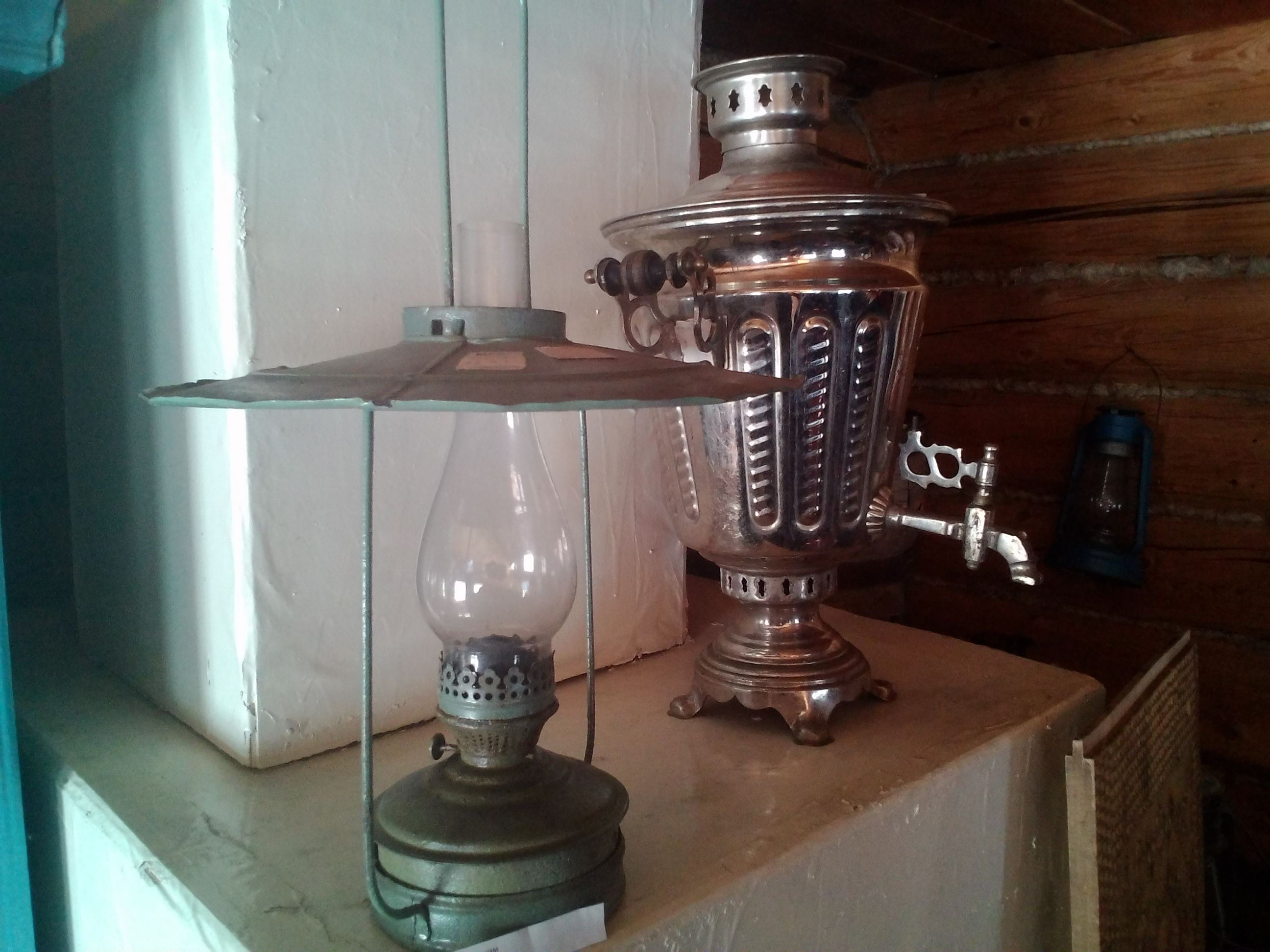
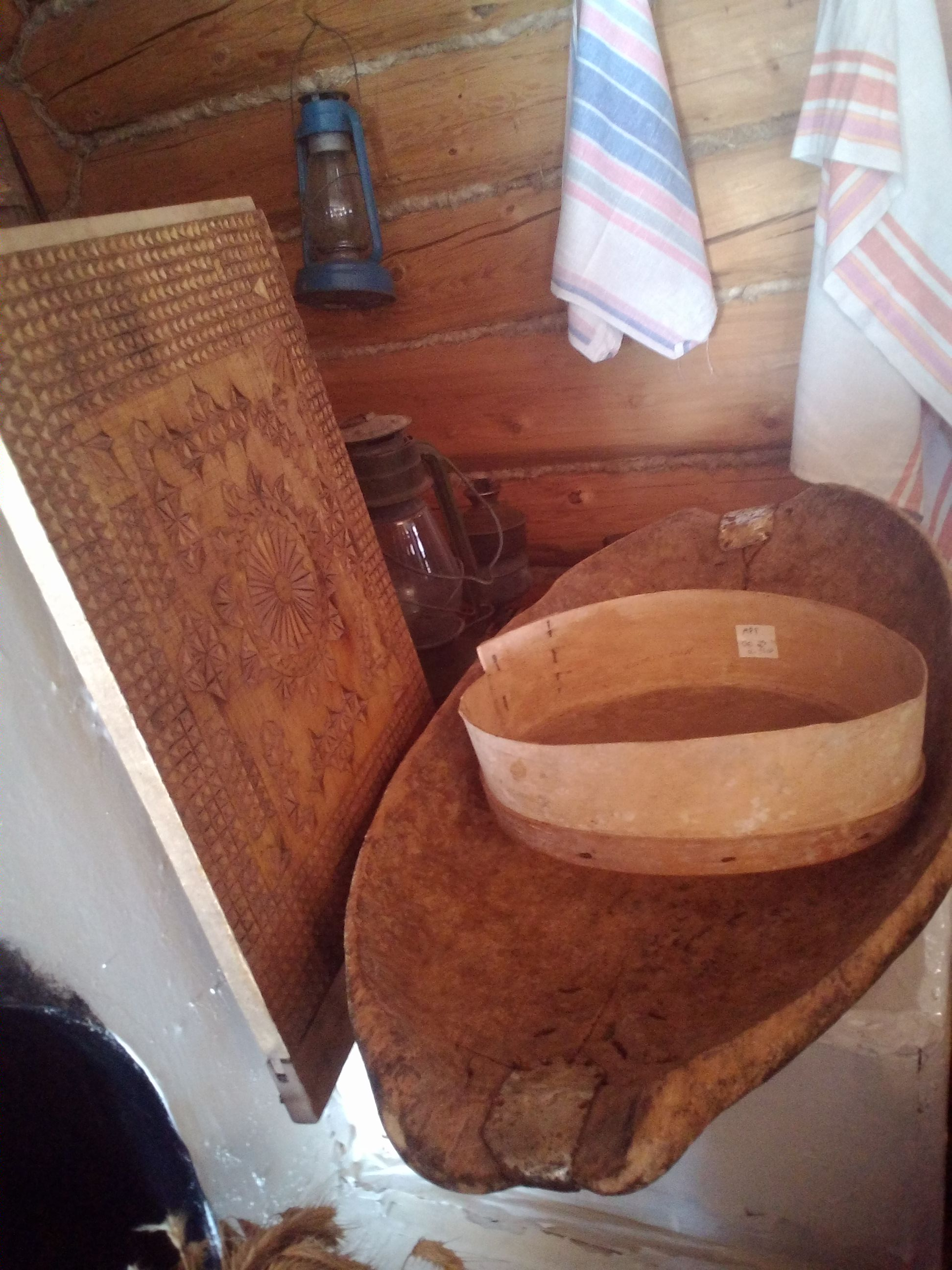
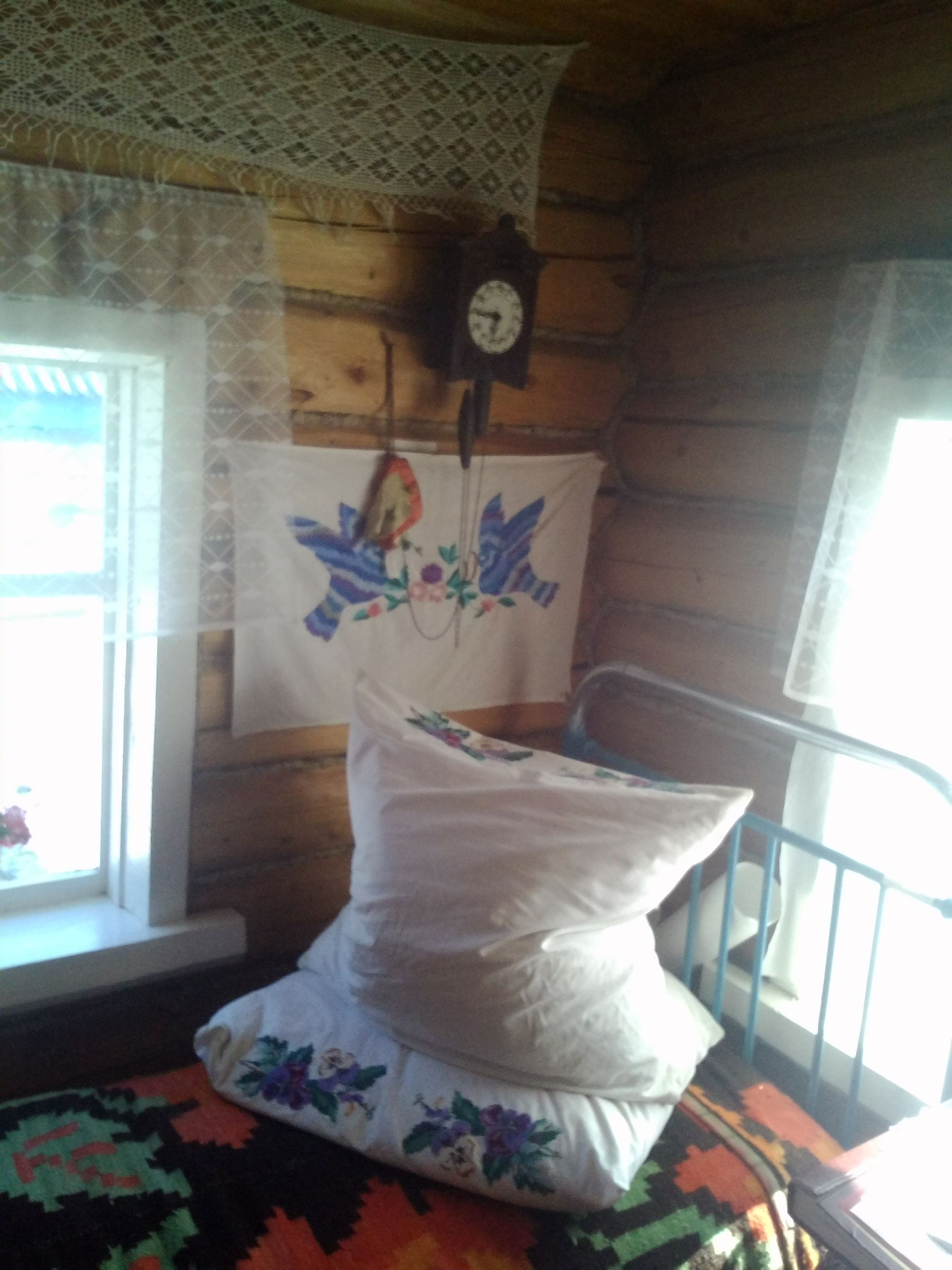
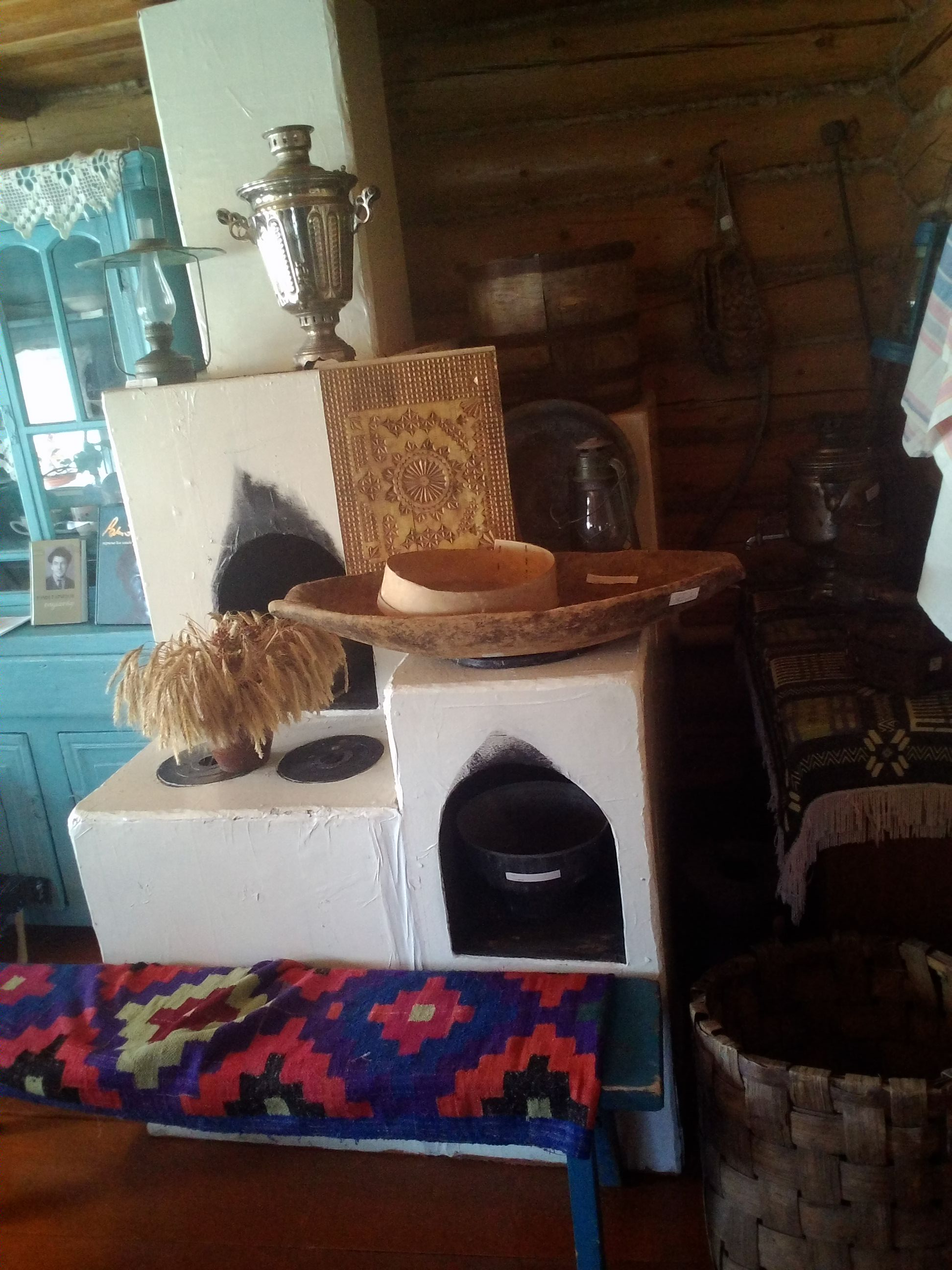
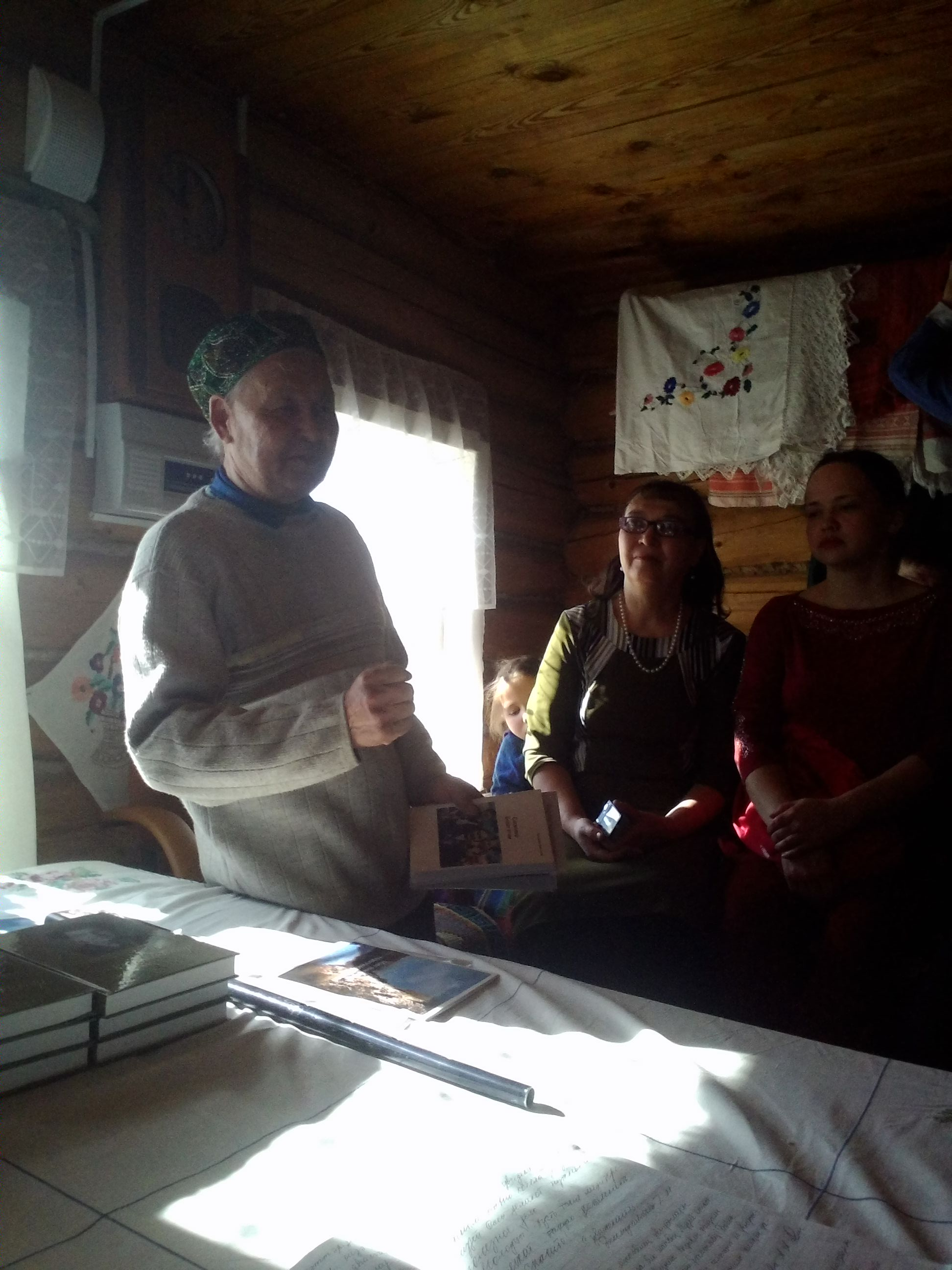
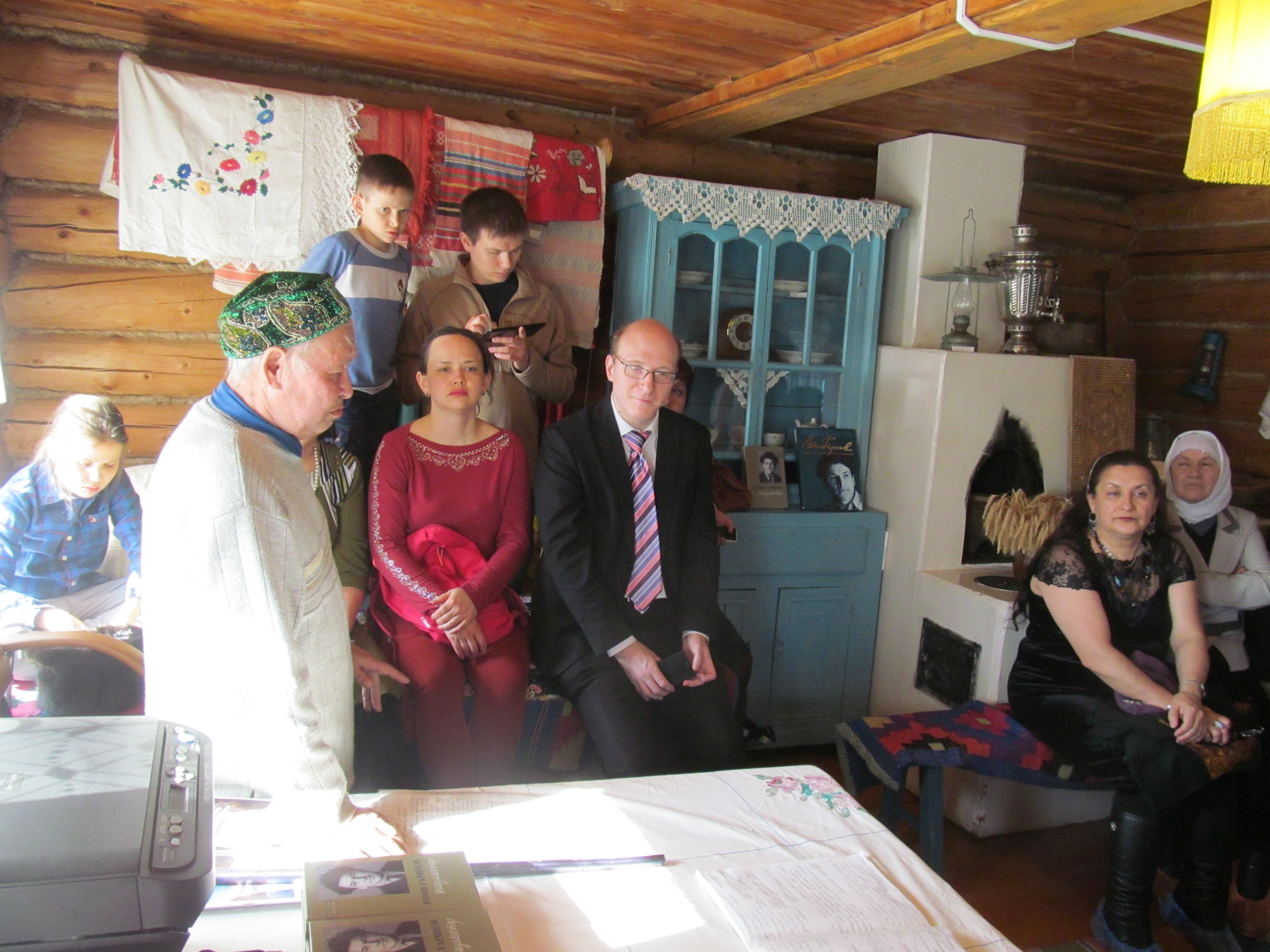